# Resia (género)
Resia (género) é um género botânico pertencente à família Gesneriaceae.

## Espécies
- Resia ichthyoides
- Resia nimbicola